# Волица (Подгаецкая городская община)
Волица (укр. Волиця) — село в Подгаецкой городской общине Тернопольского района Тернопольской области Украины.
До 2020 года входило в Подгаецкий район.
Население по переписи 2001 года составляло 248 человек. Занимает площадь 2 км². Почтовый индекс — 48024. Телефонный код — 3542.